# 陳宣公
陳宣公（？—前648年），媯姓，名杵臼，春秋时期諸侯國陳國國君。陳莊公之胞弟，陳厲公之子，承襲陳莊公之位擔任該國君主。在位时間為前692年－前648年，共45年。

## 史籍记载
《史记·陈杞世家》：
庄公七年卒，少弟杵臼立，是为宣公。
宣公三年，楚武王卒，楚始彊。十七年，周惠王娶陈女为后。
二十一年，宣公後有嬖姬生子款，欲立之，乃杀其太子御寇。御寇素爱厉公子完，完惧祸及己，乃奔齐。齐桓公欲使陈完为卿，完曰：“羁旅之臣，幸得免负檐，君之惠也，不敢当高位。”桓公使为工正。齐懿仲欲妻陈敬仲，卜之，占曰：“是谓凤皇于飞，和鸣锵锵。有妫之後，将育于姜。五世其昌，并于正卿。八世之後，莫之与京。”
三十七年，齐桓公伐蔡，蔡败；南侵楚，至召陵，还过陈。陈大夫辕涛涂恶其过陈，诈齐令出东道。东道恶，桓公怒，执陈辕涛涂。是岁，晋献公杀其太子申生。
四十五年，宣公卒，子款立，是为穆公。